# Erythrina speciosa
Erythrina speciosa là loài cây bản địa của Brazil, chúng cũng thường được đồng và du nhập vào châu Phi và Ấn Độ.

## Hình ảnh

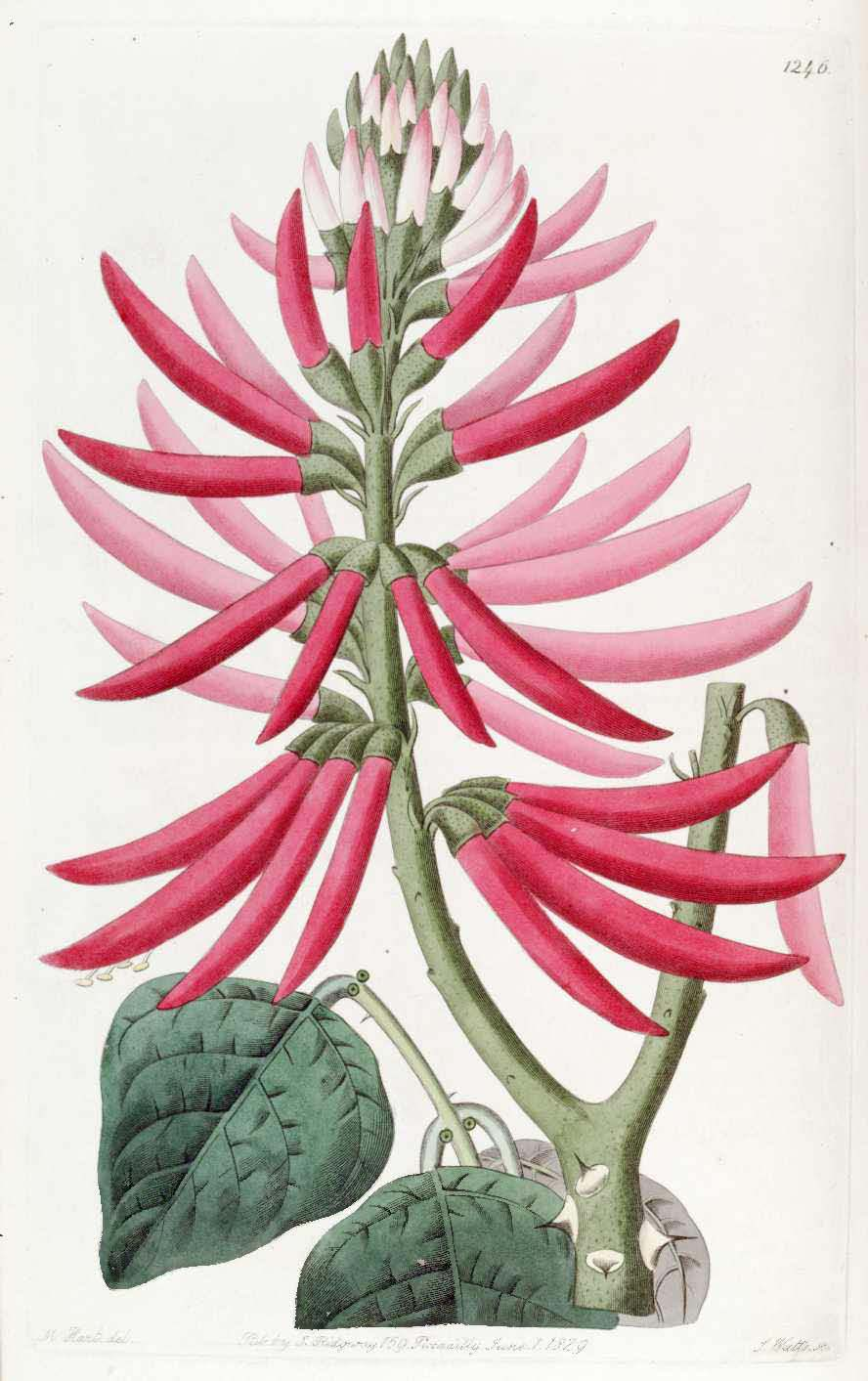
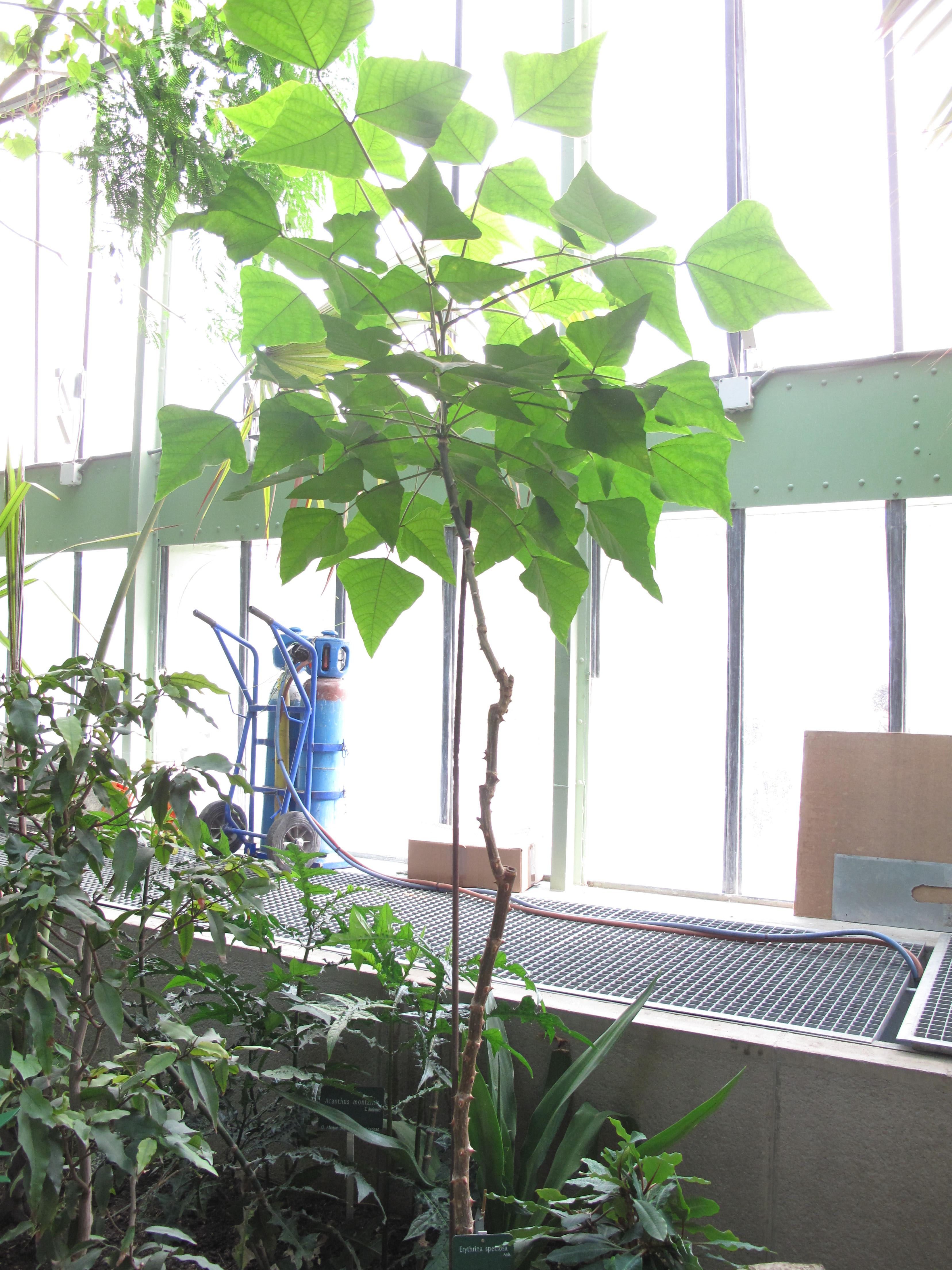
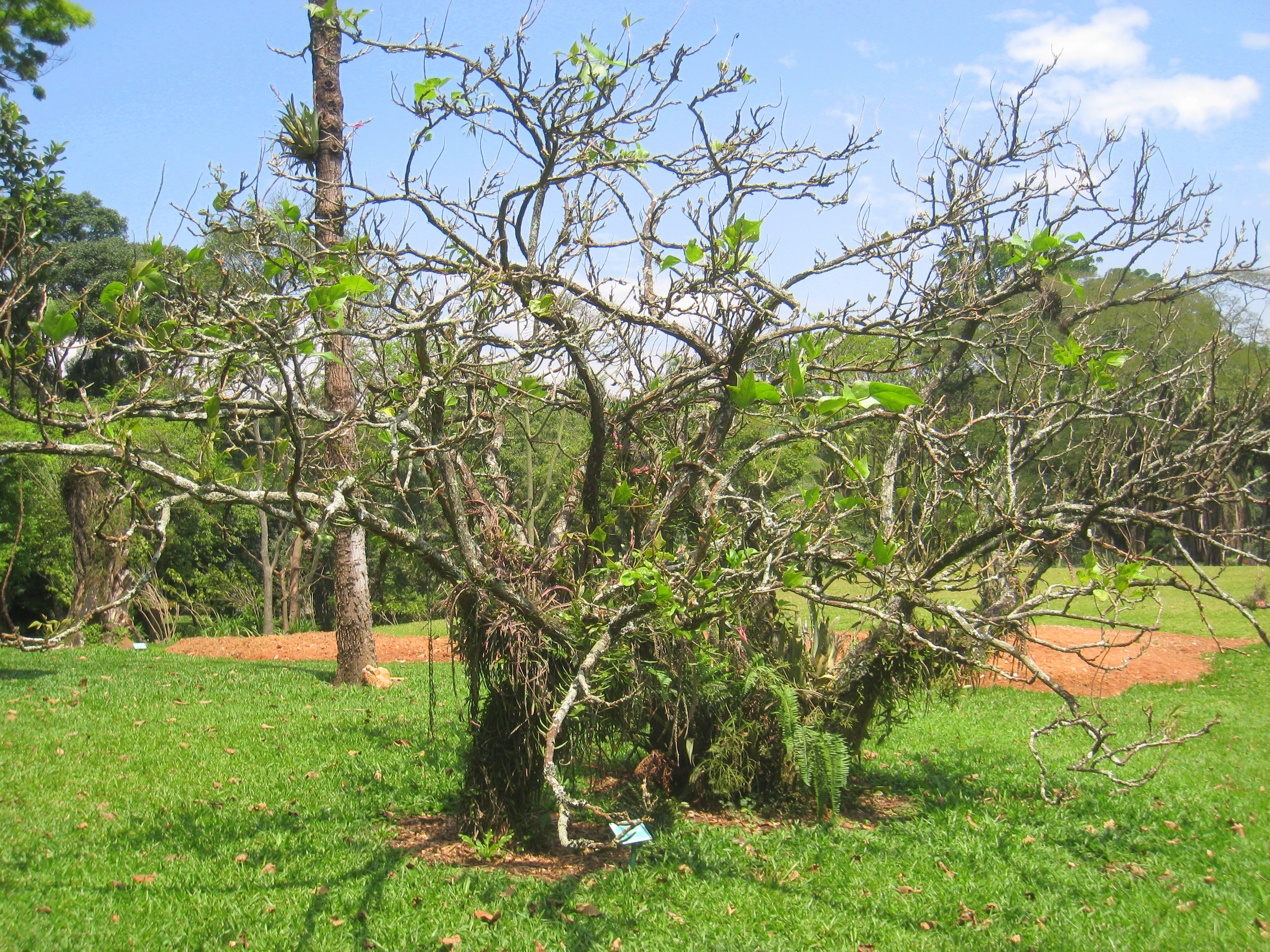
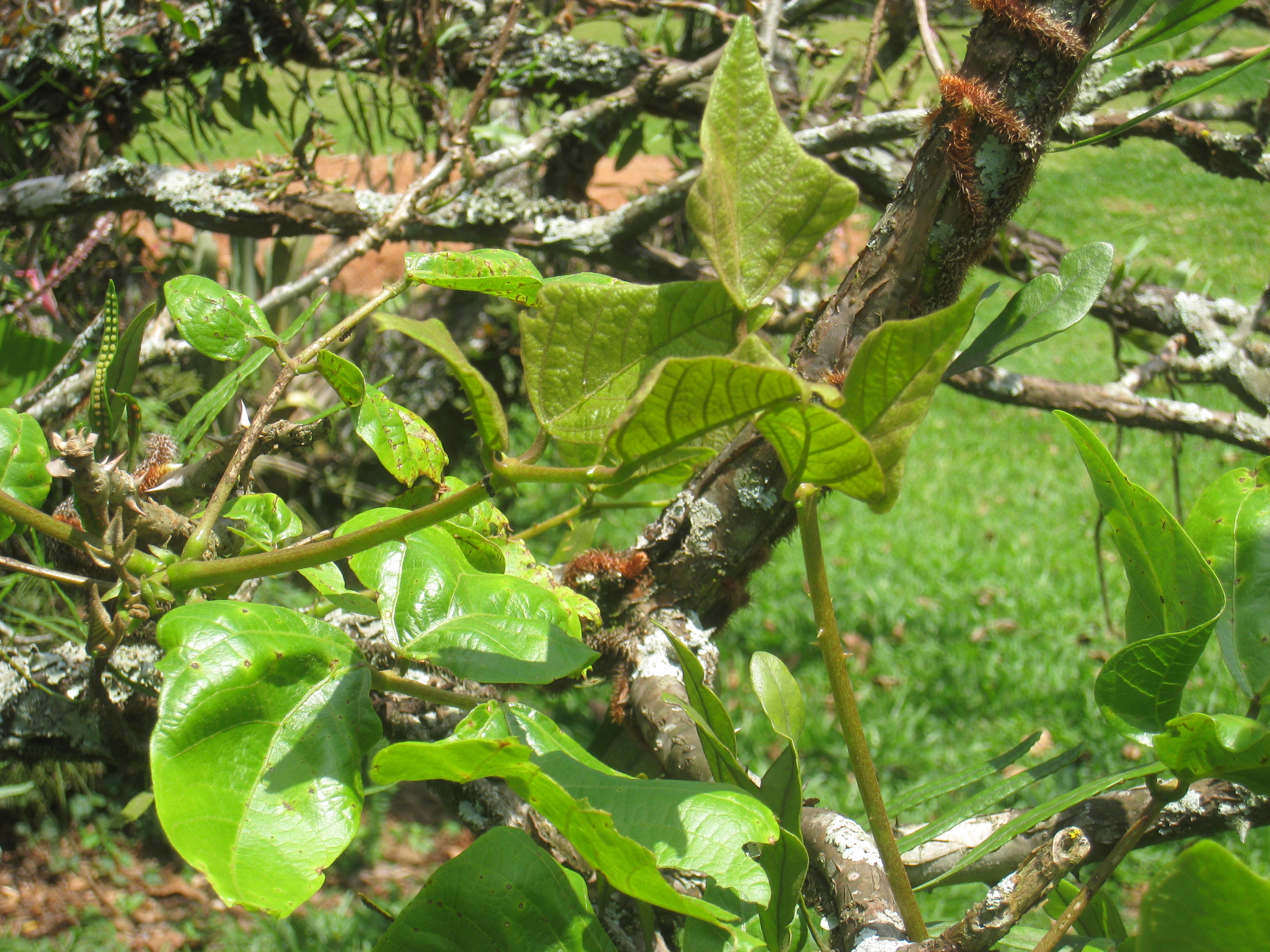